# Lastenia Larriva
Lastenia Larriva (Lima, 6 de maio de 1848 - 24 de setembro de 1924) foi uma poeta, escritora e jornalista peruana, a primeira mulher a publicar um livro de contos no Peru. Suas obras possuíam uma visão religiosa e moralista, e defendia a educação católica ortodoxa para as mulheres. Também foi fundadora do jornal semanal El Tesoro del Hogar de Guayaquil.

## Biografia
Larriva nasceu em 6 de maio de 1848, na cidade peruana de Lima, como Lastenia Larriva. Estudou na Escola Sagrados Corações, em Belém. E desde criança, gostava de leitura e escrever poesias. Em uma viagem a Montevidéu, conheceu  Adolfo de la Jara, com quem se casou e teve cinco filhos. Ficou viúva após a Batalha de Miraflores. Casou-se novamente com o poeta equatoriano Numa Pompilio Llona, com quem teve onze filhos.
Mudou-se para Guayaquil, cidade natal de Pompilio. Durante este período em Guayaquil, fundou o jornal semanal chamado El Tesoro del Hogar, no ano de 1887. Mudou-se para Arequipa, e entre os anos de 1910 e 1911, foi editora do jornal quinzenal Arequipa Ilustrada. E quando retornou para Lima, em 1915, trabalhou no jornal El Comercio; e dirigiu a revista La Mujer Peruana.
Em 1919, publicou um livro de contos chamado Cuentos, se tornando a primeira mulher do país a publicar um livro de contos.
Larriva faleceu em 24 de setembro de 1924.

## Obras
- 1888 - Un drama singular, historia de una familia.[3]
- 1889 - Oro y escoria.[2]
- 1889 - La ciencia y la fe.[2]
- 1890 - Luz.[2]
- 1890 - Pro patria.[3]
- 1902 - Patria y hogar.[3]
- 1919 - Cuentos.[1]